# Čaromski AČ-30
Čaromski AČ-30 je bil štiritaktni dizelski letalski V-motor, ki so ga razvili v Sovjetski zvezi med 2. svetovno vojno. Prve verzije niso bile preveč uspešne, prav tako so morali leta 1941 evakuirati tovarno zaradi nemške invazije. Proizvodnjo so leta 1942 spet zagnali. Motorje so uporabili na bombnikih Petljakov Pe-8 in Ermolajev Er-2.

## Verzije
- AD-5, M-30, AČ-30 – štirje turbopolnilniki, nobenega mehansko gnanega polnilnika. Teža motorja:1.200 kg (2.600 lb), moč 1500 KM, okrog 76 zgrajenih
- M-30F – 1942 prototip, moč 1750 KM
- M-30B, AČ-30B – glavna proizvodna verzija, moč 1500 KM , 1450 zgrajenih
- M-30D – 2000 konjska verzija za jurišnike
- AČ-30BF –  Močnejša verzija na podlagi AČ-30B. Teža: 1.280 kg (2.820 lb), Moč: 1900 KM
- TD-30B za pogon tankov

## Uporaba
- Petljakov Pe-8
- Ermolajev Er-2

## Specifikacije (AČ-30B)
- Tip: 12-valjni, štiritaktni, polnjeni, dizelski letalski V-motor
- Premer valja: 180 mm (7,1 in)
- Hod valja: 200 mm (7,9 in)
- Delovna prostornina: 61,04 L (3725 cu in)
- Teža: 1290 kg (2840 lb)

- Mehansko gnani polnilnik: centrifugalni
- Turbopolnilnik: 2 x T1-82
- Gorivo: dizel
- Hlajenje: tekočinsko
- Moč: 1500 KM (1100 kW)
- Kompresijsko razmerje: 13,5:1